# 沈阳路站
沈阳路站位于中华人民共和国四川省成都市双流区沈阳路东段，是成都地铁6号线的一座地下车站，于2020年12月18日启用。

## 车站结构
岛式站台2面2线地下车站。
| 地面      |                                  | 出入口                             |  |
| 地下 一层 | 站厅层                           | 安检、售票机、卫生间               |  |
| 地下 二层 |                                  | 6号线列车往望丛祠方向 （麓山大道） |  |
| 地下 二层 | 岛式站台，左边车门将会开启       |                                    |  |
| 地下 二层 | 6号线列车往兰家沟方向 （昌公堰） |                                    |  |

## 出入口信息

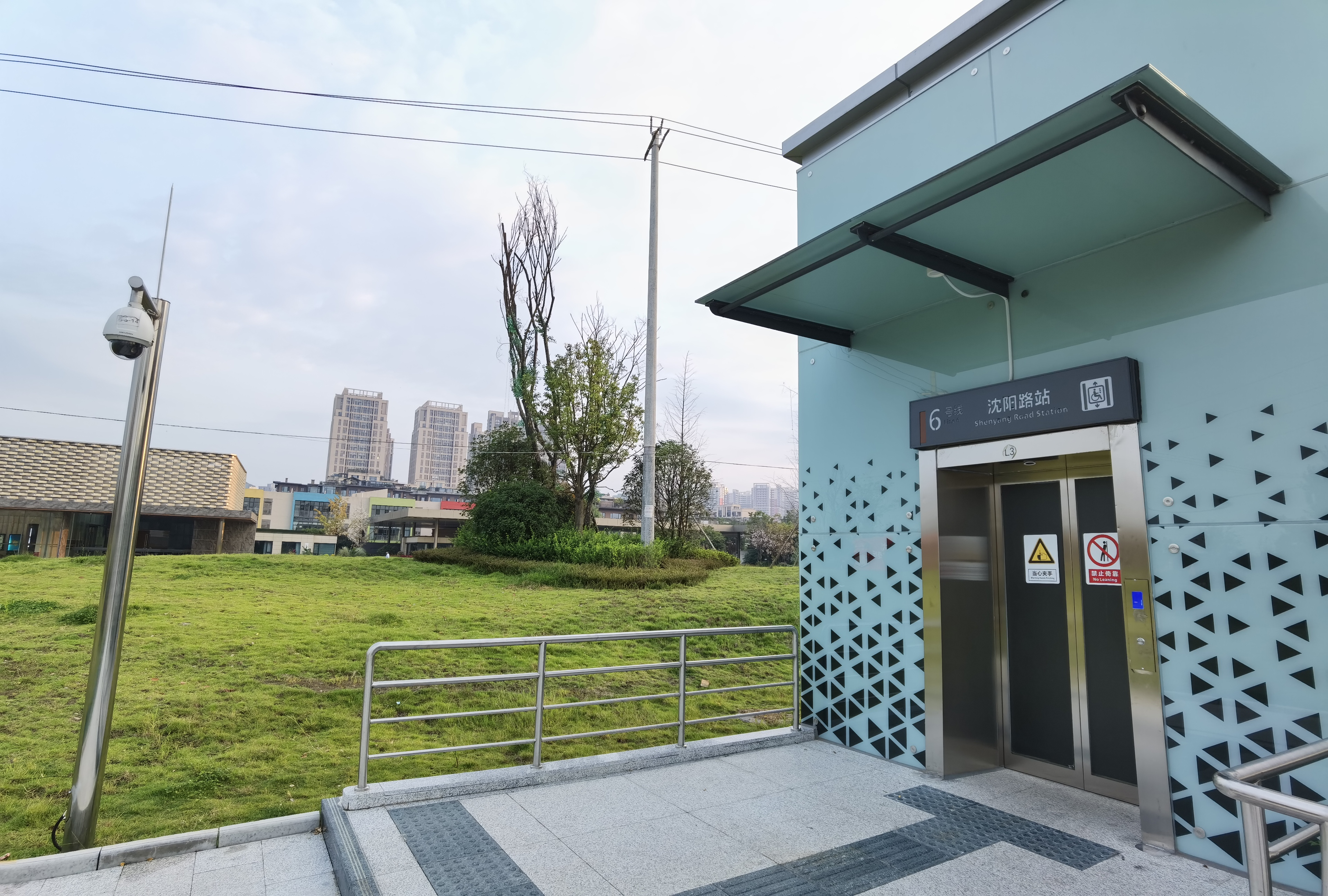
E口无障碍电梯
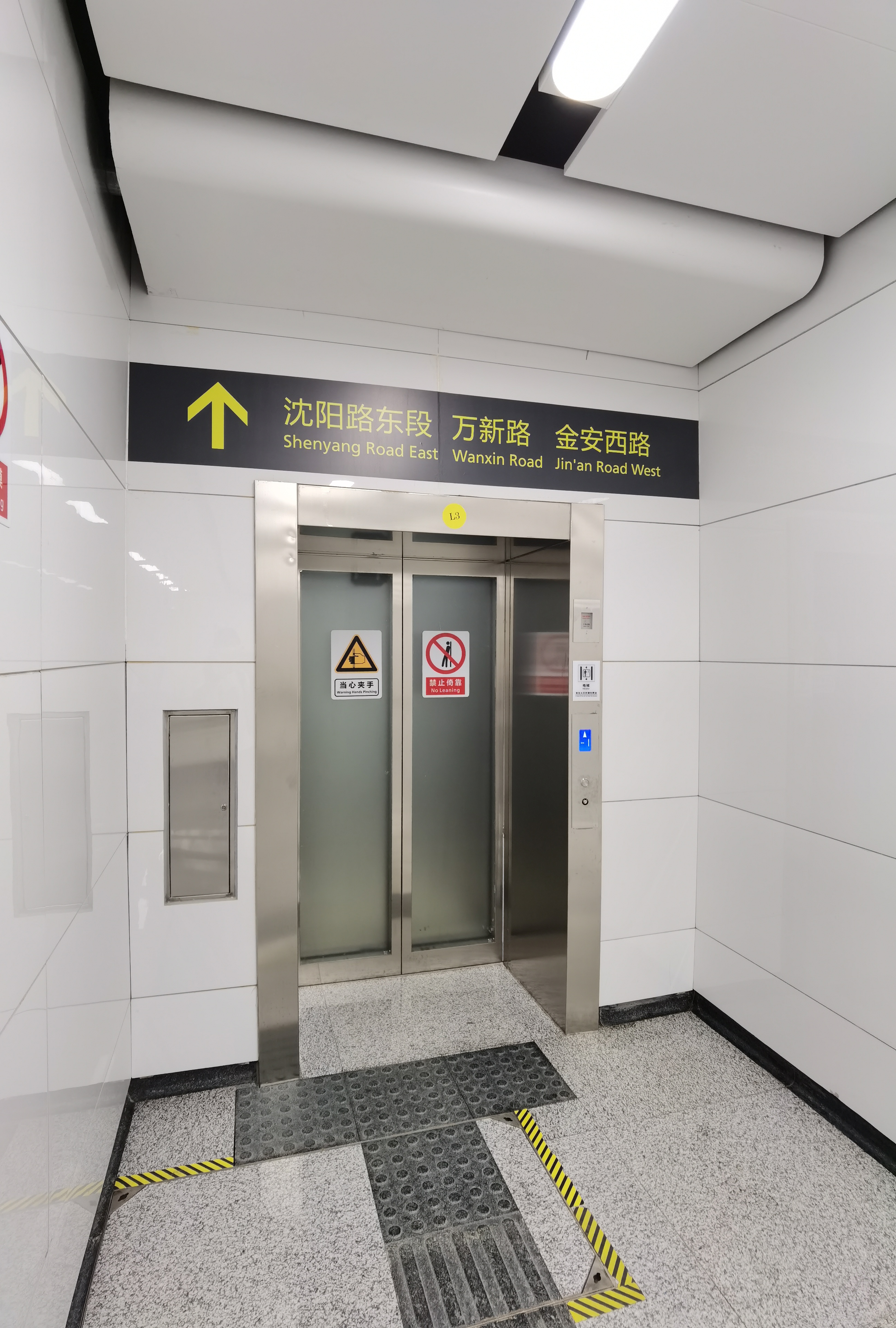
E口无障碍电梯负一楼

本站目前开放5个出入口。
| 出口编号 | 设施         | 地点                 | 可到达目的地 | 照片 |
| -------- | ------------ | -------------------- | ------------ | ---- |
|          |              |                      |              |      |
|          |              | 沈阳路东段、夔州大道 |              |      |
| 出口 · B | 无障碍电梯   | 夔州大道             |              |      |
| 出口 · C |              | 茂业路               |              |      |
| 出口 · D | 无障碍卫生间 | 夔州大道             |              |      |
| 出口 · E | 无障碍电梯   | 沈阳路东段、夔州大道 |              |      |

- E口无障碍电梯
- E口无障碍电梯负一楼